# Elena Ballesteros
María Elena Ballesteros Triguero (Madrid, 6 de juliol de 1981), coneguda com a Elena Ballesteros, és una actriu espanyola.

## Biografia
Va començar fent anuncis de publicitat, mentre acudia a càstings per a aconseguir el seu gran somni, ser actriu. Aquesta oportunitat li va arribar amb el paper de Lola en la sèrie Más que amigos, amb 15 anys, en 1996. En ella va compartir repartiment amb Paz Vega, Melani Olivares i Alberto San Juan, entre d'altres. En aquesta mateixa època va ser presentadora del programa infantil Compañeros malgrat haver estat seleccionada després de presentar-se al càsting.
A aquesta sèrie la seguiria Periodistas, on donava vida a la filla de José Coronado. Aquest paper li va donar gran popularitat i li va obrir les portes del cinema.
Des de llavors ha rodat a les ordres de directors com Manuel Iborra, Gerardo Herrero, Mariano Barroso o Roger Young. Cal destacar Café solo o con ellas d'Álvaro Díaz Lorenzo, una de les pel·lícules espanyoles més taquilleres de l'any 2007. També podem esmentar La habitación de Fermat amb repartiment internacional. El 2009 rodà a Buenos Aires la pel·lícula Propios y extraños del director Manolo González, el guiço de la qual fou premiat per l'ASGAE.
Va tornar a treballar en televisió, protagonitzant la telecomèdia musical Paco y Veva amb Hugo Silva i posteriorment, Mesa para cinco i la sèrie d'intriga Motivos personales. A l'estiu de 2007 va començar el rodatge d'una producció televisiva que va emetre Antena 3 sota el títol La familia Mata, en la qual va compartir protagonisme amb l'actor Daniel Guzmán. En juliol de 2011 va estrenar la sèrie Punta Escarlata per a la cadena de televisió Telecinco.
Des de juny de 2011 porta un bloc personal en la web de Fotogramas anomenat Ahora que lo pienso....
En teatre ha intervingut en el muntatge de l'obra Perfectos desconocidos, dirigida per Daniel Guzmán.

## Vida privada

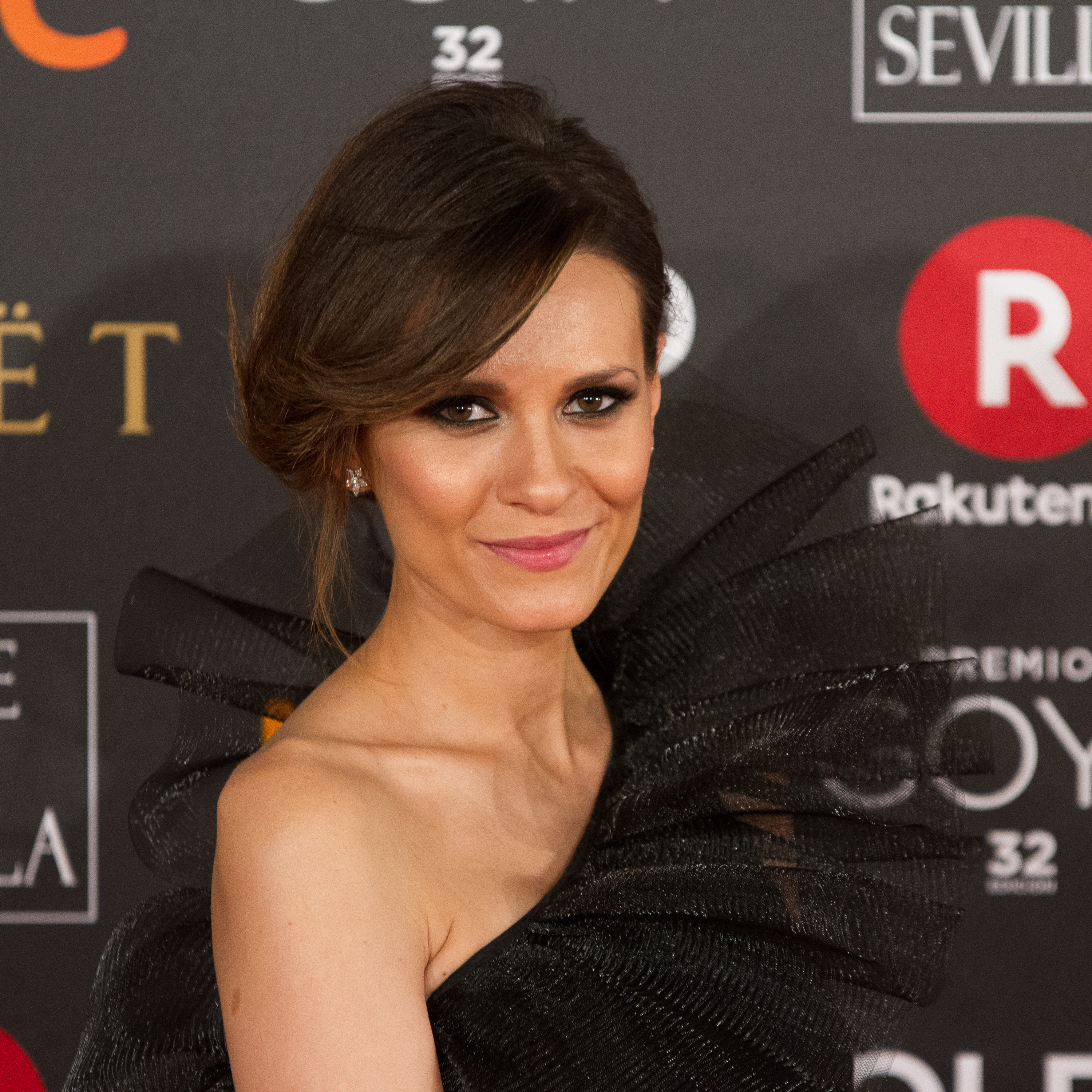
Elena Ballesteros als Premis Goya 2018

Es va casar el 23 de juliol de 2010 amb el còmic Dani Mateo al qual va conèixer durant el rodatge de La familia Mata. A començament de julio de 2016, ambdós confirmaren llur divorci després de 8 anyss com a parella.
Es germana de la també actriu Paula Ballesteros.
El 8 de juliol de 2017 es va casar pel civil amb el biòleg Juan Antonio Susarte Sánchez-Rex.

## Filmografia
Pel·lícules
| Pel·lícules | Pel·lícules                      | Pel·lícules        | Pel·lícules             |
| Any         | Títol                            | Personatge         | Notes                   |
| ----------- | -------------------------------- | ------------------ | ----------------------- |
| 2000        | Kasbah                           | Laura              | Secundari               |
| 2001        | Clara y Elena                    | Elena (Adolescent) | Secundari               |
| 2002        | El lugar donde estuvo el paraíso | Ana                | Protagonista            |
| 2003        | Imperium: Augustus               | Octàvia            | Pel·lícula de televisió |
| 2004        | Un año en La Luna                | Sonia              | Protagonista            |
| 2006        | El ciclo Dreyer                  | Elena              | Protagonista            |
| 2007        | Café solo o con ellas            | Alma               | Protagonista            |
| 2007        | La habitación de Fermat          | Oliva              | Protagonista            |
| 2008        | K-117                            | Noia de vermell    | Curtmetratge            |
| 2009        | El momento justo                 | Mamen              | Curtmetratge            |
| 2010        | Propios y extraños               | Sandra             | Protagonista            |
| 2011        | Lo contrario al amor             | Sandra             | Secundari               |
| 2013        | Como todas las mañanas           | Lucía              | Protagonista            |
| 2015        | Reverso                          | Marta              | Protagonista            |

Sèries de televisió
| Sèries de televisió | Sèries de televisió                   | Sèries de televisió | Sèries de televisió |
| Any                 | Títol                                 | Personatge          | Notes               |
| ------------------- | ------------------------------------- | ------------------- | ------------------- |
| 1997 — 1998         | Más que amigos                        | Lola                | 21 episodis         |
| 1998 — 2002         | Periodistas                           | Isabel Sanz         | 82 episodis         |
| 2004                | Paco y Veva                           | Veva                | 18 episodis         |
| 2005                | Motivos personales                    | Silvia Durán        | 15 episodis         |
| 2005                | 7 vidas                               | Olivia              | 1 episodi           |
| 2006                | Mesa para cinco                       | Cristina            | 7 episodis          |
| 2007 — 2009         | La familia Mata                       | Susana Mata         | 36 episodis         |
| 2011                | Punta Escarlata                       | Eva Jiménez         | 9 episodis          |
| 2013                | Frágiles                              | Olga                | 1 episodi           |
| 2014                | Los misterios de Laura                | Nuria Valle         | 1 episodi           |
| 2014                | Ciega a citas                         | Rebeca de la Torre  | 25 episodis         |
| 2014                | Cuéntame un cuento: Los tres cerditos | Elena               | 1 episodi           |
| 2015                | B&b, de boca en boca                  | Maite Gasca         | 3 episodis          |
| 2018                | Apaches                               | Cris                | 12 episodis         |

Programes de televisió
| Programes de televisió | Programes de televisió | Programes de televisió | Programes de televisió |
| Any                    | Títol                  | Canal                  | Notes                  |
| ---------------------- | ---------------------- | ---------------------- | ---------------------- |
| 1996 — 1997            | Club Disney            | TVE                    | Presentadora           |

## Ràdio
- Qué asco de verano (2014) amb Dani Mateo a la Cadena SER.
- El Palomar (Oh My LOL) a la Cadena Ser